# 500m美術館

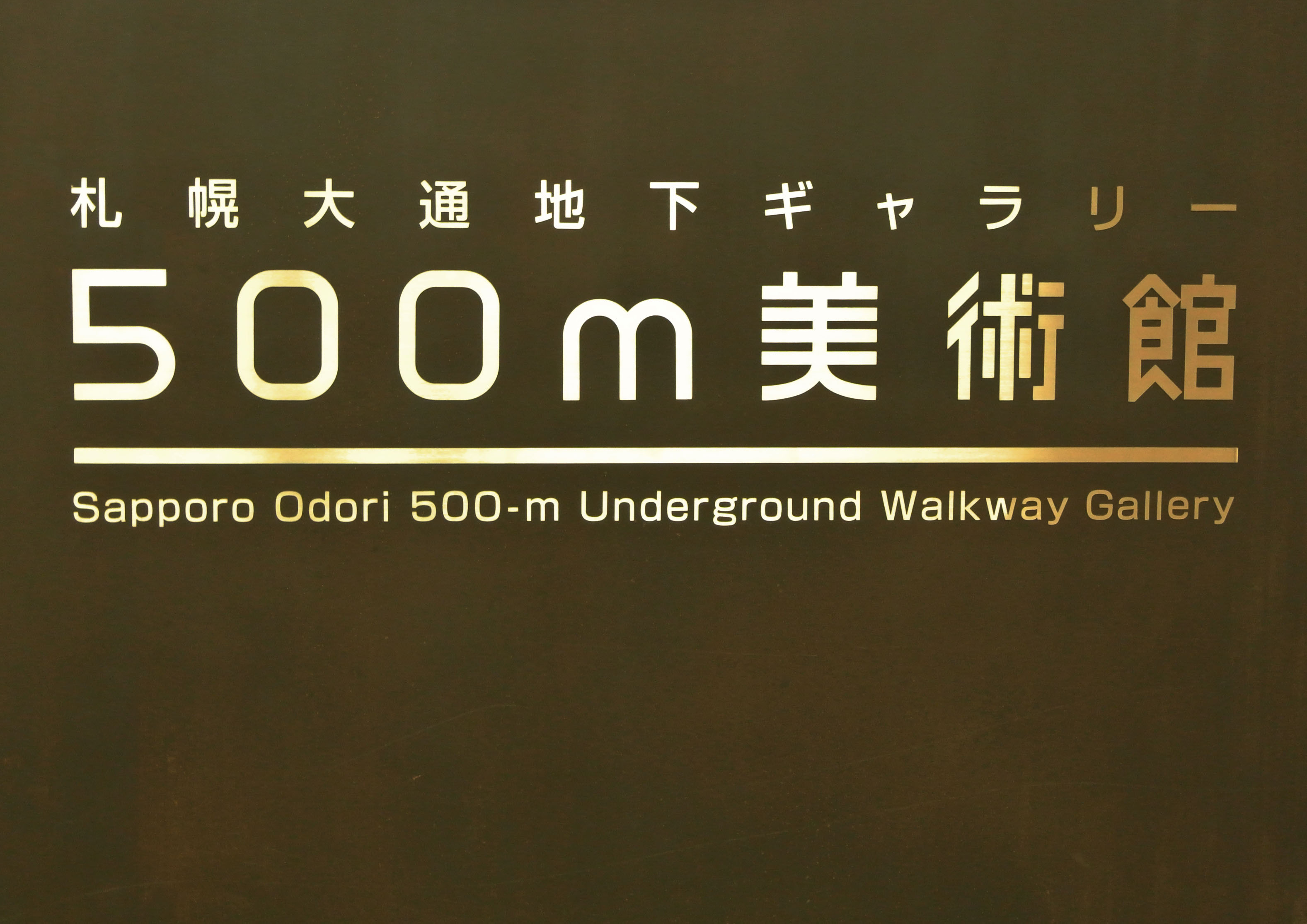
ロゴマーク

500m美術館（Sapporo Odori 500-m Underground Walkway Gallery）は、札幌市営地下鉄大通駅とバスセンター前駅を結ぶコンコースを利用してアート作品を展示する施設。「創造力を育む、直線空間。」をスローガンに札幌で活躍するアーティストを内外に発信している。

## 概要
札幌市は、2006年度から「さっぽろアートステージ」の美術部門として、現在の会場にて11月限定でアート作品を展示してきた。その「500m美術館」の常設化に当たり、美術関係者などで構成される委員会を設置。整備内容の検討を進め、2011年11月、500ｍ美術館常設化を完了し、駅施設内の通路に設置するギャラリーとしては日本で最長の施設が誕生した。ギャラリーにさまざまなアート作品を通年で設置することで、市民が国内外の多彩な芸術文化に触れる機会を増やすことを目的としている。毎日多くの人々が通勤通学で使用する通路であることが大きな特徴のひとつ。開放時間は7:00〜22:30で年中無休。観覧料は無料となっている。

## 施設
地下鉄東西線、大通駅とバスセンター前駅の各エントランスには特殊加工した錆仕上げの鉄を仕様。 42インチのモニターを大通駅側に4面、バスセンター前駅側に2面を配置している。展示は強化ガラスで囲まれた横幅12メートルの展示空間が7つと、10区間に分かれた白のコンポジットパネル（平均横幅13メートル）で構成されている。また、通路の横幅は狭いため、通る人は必ず展示が目に入るようになっている。

## アクセス
札幌市中央区大通西1丁目〜大通東2丁目（地下鉄大通駅と地下鉄東西線バスセンター前駅を結ぶ地下コンコース（地下2階相当）内）

## 沿革
2006年　
11月　さっぽろアートステージの美術部門として誕生

2011年
11月3日　500m美術館常設化。同時にオープニング記念展[前期展] 開始

2012年
2月4日　オープニング記念展[後期展] 開始

5月12日　日常の冒険ー日本の若手作家たちー 開始

8月4日　Excessive! -過剰化する表現- 開始

## 過去の展示会
- オープニング記念展[前期展][後期展]

 札幌で活動している優れた芸術家（約50名）の作品を一堂に集め、 二期に分けて展示した。
- 日常の冒険ー日本の若手作家たちー

 札幌だけではなく日本で世界のアートシーンの将来を担う若手作家が、「日常」をテーマに絵画、彫刻、インスタレーション、映像、写真等の分野を展開した。
- Excessive! -過剰化する表現-

「Excessive！: エクセッシブ」とは、過剰、過多、超過といった意味を持ち、明らかに一線を越えた作品形態や並々ならぬ作家の姿勢を現わす表現の一要素である。
現代美術がもつ多様性や自由さを可視化するとともに、同時代を生きる芸術家たちの力強い一面と出会える展覧会である。

## 問題
無料でアート作品を観覧することができ芸術を身近なものにしている反面、問題も生じている。500m美術館は、市が約1億円を投じて改築・運営しているが、予算の関係上、半分以上の壁面はむき出しで監視員は常駐せず防犯カメラのみ設置の状態。また展示作品についても保険がかけられておらず、破損・盗難においては作家の責任という規約明記があり、防犯設備の不備が問題視されている。実際に、インスタレーションの中に、紙パックのゴミが投げ入れられていたり、作品にタバコを押し付けた跡がつけられていたりと作品のぞんざいな扱いが目立っており、設備や保険・補償の不備をはじめとする美術品の粗雑な扱いが増えていくと、これからの提供内容の劣化につながると懸念する声もでている。